# Werthmann-Heyne-Stiftung
Die Werthmann-Heyne-Stiftung ist eine von dem Bildhauer Friederich Werthmann (1927–2018) und seiner Frau, der Fotografin Maren Heyne, 2006 gegründete Stiftung unter dem Dach der Deutschen Stiftung Denkmalschutz. Lokalisiert in dem historischen Barockgebäude eines ehemaligen Landgerichts aus dem Jahre 1709, mit einer Hofanlage und einem parkähnlichen Garten, beherbergt das Anwesen auf der Alten Landstraße 223 in Düsseldorf-Kaiserswerth eine Skulpturensammlung der abstrakt-informellen Kunstrichtung.
Zu den vordringlichen Aufgaben der Stiftung gehört die Pflege und Instandsetzung des Denkmals. Im Rahmen einer „Offenen Gartenpforte“ wurde am 16. Juni 2019 das Anwesen für die Öffentlichkeit erstmals zugänglich gemacht. Zum „Tag des offenen Denkmals“ am 8. September 2019 wurde das Anwesen erneut geöffnet.